# 埃米尔·基尔道夫
埃米尔·基尔道夫（Emil Kirdorf，1847年4月8日—1938年7月13日）是一位德国实业家，是鲁尔区第一批重要雇主之一。
基尔道夫经常发表支持威权主义、反民主的观点。他厌恶魏瑪共和國，而且他支持打击勞工運動和工会。在他的政治观念里，国家就该和企业家们一同管理社会秩序。因此他支持阿道夫·希特勒上台。1927年7月4日，他初次面见希特勒，并且向纳粹党提供財政支持。1927年，基尔道夫加入纳粹党，但于次年退党，声称是因为不满納粹黨受到格雷戈尔·施特拉塞尔的影響。1929年8月1日，基尔道夫受邀出席纳粹党在纽伦堡举行的大会。1934年，基尔道夫再度加入纳粹党。他支持纳粹党主要是希望納粹黨能打擊马克思主义，阻止工人阶级被马克思主义吸引。也正是在基尔道夫的鼓动下，希特勒于1927年编写了小册子《重新崛起之路》（Der Weg zum Wiederaufstieg），这份出版物只写给德国的各个行业的实业家。
1937年，在他九十岁生日之际，阿道夫·希特勒亲自向他颁发了纳粹德国最高荣誉——德意志之鹰功绩勋章，作为对他在1920年代末支持纳粹党的感谢。
1938年7月13日，希特勒在盖尔森基兴为基尔道夫举行国葬，还在他的棺材上放置了一顶王冠。